# Rhizomys pruinosus
Rhizomys pruinosus és una espècie de la família dels espalàcids que viu a Cambodja, la Xina, l'Índia, Laos, Malàisia, Myanmar, Tailàndia i el Vietnam. Ocupa una gran varietat d'hàbitats, incloent-hi els boscos de bambú situats a turons i montà. Està amenaçada per la seva caça com a aliment, però no es tracta d'una amenaça significativa per a la supervivència d'aquesta espècie.